# Insularität
Als Insularität (englisch insularity) bezeichnet man die aus den Gegebenheiten einer geographischen Insellage hergeleiteten Besonderheiten. Der Begriff kam in der Zeit der Renaissance auf und wurde im Lauf des 20. Jahrhunderts erstmals wissenschaftlich verwendet, wobei er in unterschiedlichen Disziplinen verschiedene Bedeutungen aufweist. So wird er naturräumlich bei der Beschreibung von Klimamodellen benutzt, aber auch auf die Besonderheiten der Bewohner von Inseln bezogen, naturwissenschaftlich in der Biologie, sozialwissenschaftlich in der Humangeographie und in den Wirtschaftswissenschaften.
Das Selbstverständnis von Inselbewohnern untersuchen unter diesem Begriff Soziologen und Historiker. Kulturanthropologisch hat Ina-Maria Greverus den Begriff „als Fremdbild und Selbstbild des Lebens auf Inseln und der Mentalität der Inselbewohner“ verstanden; es bleibe bei diesen „das Andere, das Besondere, das sie vom Festland unterscheidet.“ Insbesondere wird der Begriff für die Bewohner des Vereinigten Königreiches herangezogen, um ihr Selbstverständnis, das sowohl aus der Isolation durch die Insellage als auch dem Status der ersten Seemacht herrührt, in Worte zu fassen (siehe auch splendid isolation).
Zudem haben Kulturwissenschaftler den Begriff metaphorisch auf „Insellagen“ der kulturellen oder sozialen Isolation (etwa Sprachinseln) bezogen. Die Germanistin Anna E. Wilkens bezeichnete Insularität 2011 als inzwischen stehenden Begriff, der „nahezu synonym mit Isolation“ verwendet werde und „die Gesamtheit kultureller Inselvorstellungen“ umfasse, nämlich die „üblichen Klischees“, sie seien „überschaubar, beherrschbar, … ein distinkter Ort …, abgeschlossen und isoliert und daraus folgend zeitlos“. Beispielsweise spricht Michail Bachtin von der „Insularität des Karnevals“ gegenüber der Alltagswelt, eine Bezeichnung, die Hans Ulrich Gumbrecht aufgegriffen hat.

## Belege
1. ↑  Frauke Lätsch: Insularität und Gesellschaft in der Antike. Untersuchungen zur Auswirkung der Insellage auf die Gesellschaftsentwicklung (= Geographica Historica. Band 19). Franz Steiner, Stuttgart 2005, ISBN 978-3-515-08431-4, S. 25.
2. ↑  Ina-Maria Greverus: Über die Poesie und die Prosa der Räume: Gedanken zu einer Anthropologie des Raums. Lit, Berlin 2009, S. 484. Siehe auch S. 492 f.
3. ↑  Keith Robbins: Insular Outsider? ‘British History’ and European Integration. In: ders.: History, Religion and Identity in Modern Britain. The Hambledon Press, London, Rio Grande 1993, ISBN 1-85285-101-5, S. 45–58 (Vorschau); Charles E. Ritterband: Grossbritanniens schwieriges Verhältnis zu Europa. (Memento vom 19. Oktober 2007 im Internet Archive) In: Zürcher Beiträge zur Sicherheitspolitik und Konfliktforschung. Bd. 44, 1997, S. 109–122 (PDF).
4. ↑  Anna E. Wilkens: Ausstellung zeitgenössischer Kunst: Inseln – Archipele – Atolle. Figuren des Insularen. In: Anna E. Wilkens, Patrick Ramponi, Helge Wendt (Hrsg.): Inseln und Archipele: Kulturelle Figuren des Insularen zwischen Isolation und Entgrenzung. Transcript, Biefeld 2011, ISBN 978-3-8376-1242-4, S. 57–98, hier S. 62. Dort wird auch die grundlegende Konstruiertheit von Inseln und Insularität reflektiert und auf viele existierende Insularitäten hingewiesen.
5. ↑  Hans Ulrich Gumbrecht: Lachen und Arbitrarität / Subjektivität und Ernst. Der „libre de buen amor“, die „Celestina“ und der Sinnbildungsstil der frühen Neuzeit. In: Wolfram-Studien. Bd. 7, 1982, S. 184–213, hier S. 190.